# Hora din Moldova
Hora din Moldova (Dans från Moldavien) är en låt av den moldaviska sångerskan Nelly Ciobanu som blev vald att representera Moldavien i Eurovision Song Contest 2009, som ägde rum i Moskva, Ryssland. Låten är skriven av Veaceslav Daniliu, med text av Andrei Hadjiu och Ciobanu.
Låten tävlade i den andra semifinalen den 14 maj 2009, där den gick vidare till final.